# Момчил Колев
Момчил Колев (*14 листопада 1967, Софія) — болгарський рок-композитор, піаніст. Один із лідерів культового new-wave гурту Клас.
Автор музики для пісень поп-зірки Ірини Флорин, Светли Іванової та гурту електронної музики Антибиотика.

## Біографія
Початок музичної кар'єри у гурті «Швепс». З 1989 — у new-wave гурті Клас, популярності якого істотно прислужився як композитор та менеджер.
1993 разом із музикантом Доні Векіловим створив відомий музичний проект «Дони и Момчил». У цьому гурті створив хіти «Уморени крила», «Червило», «Мания». 2000 дует розпався, а сам Колев повернувся до реанімованого гурту «Клас» (2013).